# 全方向美少女
「全方向美少女」（ぜんほうこうびしょうじょ）は、日本のシンガーソングライター・乃紫が2024年1月5日に配信リリースした楽曲。

## 概要
2023年11月頃に乃紫が自身のTikTokアカウントに投稿していた楽曲で、リリース前の段階でTWICEや三上悠亜など多くの著名人が同曲を使用した動画を投稿していた。
TikTokにおける再生回数は19億回を記録しており、【TikTok上半期トレンド大賞2024】ミュージック部門賞を受賞するなどしている。
2024年6月28日にはTHE FIRST TAKEに出演し、本楽曲をバンドアレンジで披露した。

## チャート成績
TikTok上における楽曲人気を測るチャート“TikTok Weekly Top“で2週連続で1位に輝いた。

## タイアップ
- 伊藤園「Relaxジャスミンティー」TVCM「今日って、香りひとつで変わるんだ。」篇[9]